# Waschhaus Ollières (Spincourt)

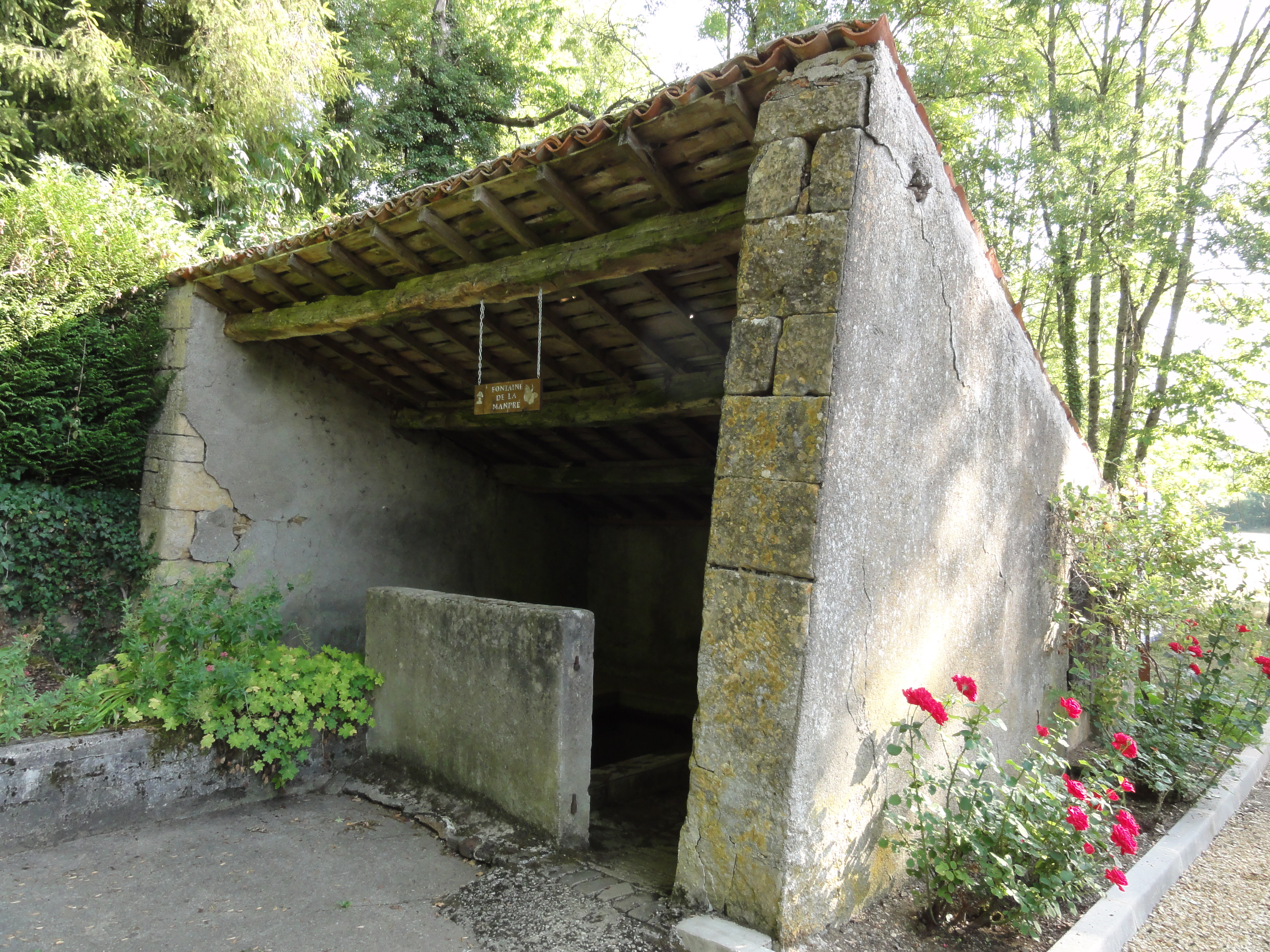
Waschhaus in Ollières (2015)

Das öffentliche Waschhaus (französisch lavoir) in Ollières, einem Ortsteil der französischen Gemeinde Spincourt im Département Meuse in der Region Grand Est, wurde im 19. Jahrhundert errichtet. 
Das kleine Waschhaus aus verputztem Werksteinmauerwerk mit Pultdach wird vom Bach Meaupré mit Wasser versorgt. 
Es zeugt wie die Kirche und das alte Rathaus von den ehemals bescheidenen finanziellen Möglichkeiten des Ortes.